# Bradley Wilson
Bradley Wilson (ur. 5 czerwca 1992 w Butte) – amerykański narciarz dowolny, specjalizujący się w jeździe po muldach. W 2014 roku wystartował na igrzyskach olimpijskich w Soczi, gdzie zajął 20. miejsce w jeździe po muldach. Podczas rozgrywanych cztery lata później igrzysk w Pjongczangu był osiemnasty. Na mistrzostwach świata w Sierra Nevada w 2017 roku wywalczył srebrny medal w muldach podwójnych, przegrywając tylko z Ikumą Horishimą z Japonii. Wystąpił też na mistrzostwach świata w Voss cztery lata wcześniej, zajmując ósmą lokatę w jeździe po muldach. Najlepsze wyniki osiągał w sezonie 2020/2021, kiedy to zajął ósme miejsce w klasyfikacji generalnej. W 2019 roku, na mistrzostwach świata w Deer Valley zdobył kolejny srebrny medal w muldach podwójnych, gdzie tym razem lepszy okazał się Kanadyjczyk Mikaël Kingsbury.

## Osiągnięcia

### Igrzyska olimpijskie
| Miejsce | Dzień     | Rok  | Miejscowość | Konkurencja      | Zwycięzca          |
| ------- | --------- | ---- | ----------- | ---------------- | ------------------ |
| 20.     | 10 lutego | 2014 | Soczi       | Jazda po muldach | Alexandre Bilodeau |
| 18.     | 12 lutego | 2018 | Pjongczang  | Jazda po muldach | Mikaël Kingsbury   |
| 25.     | 5 lutego  | 2022 | Pekin       | Jazda po muldach | Walter Wallberg    |

### Mistrzostwa świata
| Miejsce | Dzień    | Rok  | Miejscowość   | Konkurencja      | Zwycięzca          |
| ------- | -------- | ---- | ------------- | ---------------- | ------------------ |
| 8.      | 6 marca  | 2013 | Voss          | Jazda po muldach | Mikaël Kingsbury   |
| 22.     | 8 marca  | 2013 | Voss          | Muldy podwójne   | Alexandre Bilodeau |
| 5.      | 8 marca  | 2017 | Sierra Nevada | Muldy            | Ikuma Horishima    |
| 2.      | 9 marca  | 2017 | Sierra Nevada | Muldy podwójne   | Ikuma Horishima    |
| 17.     | 8 lutego | 2019 | Deer Valley   | Jazda po muldach | Mikaël Kingsbury   |
| 2.      | 9 lutego | 2019 | Deer Valley   | Muldy podwójne   | Mikaël Kingsbury   |
| 13.     | 8 marca  | 2021 | Ałmaty        | Jazda po muldach | Mikaël Kingsbury   |
| 9.      | 9 marca  | 2021 | Ałmaty        | Muldy podwójne   | Mikaël Kingsbury   |

### Puchar Świata

#### Miejsca w klasyfikacji generalnej
- sezon 2011/2012: 25.
- sezon 2012/2013: 14.
- sezon 2013/2014: 14.
- sezon 2015/2016: 56
- sezon 2016/2017: 44.
- sezon 2017/2018: 41.
- sezon 2018/2019: 26.
- sezon 2019/2020: 85.

Od sezonu 2020/2021 klasyfikacja jazdy po muldach jest jednocześnie klasyfikacją generalną.
- sezon 2020/2021: 8.
- sezon 2021/2022: 9.

#### Zwycięstwa w zawodach
1. Inawashiro – 24 lutego 2013 (muldy podwójne)
2. Inawashiro – 1 marca 2014 (jazda po muldach)
3. Tazawako – 27 lutego 2016 (jazda po muldach)

#### Pozostałe miejsca na podium w zawodach
1. Deer Valley – 2 lutego 2013 (muldy podwójne) – 3. miejsce
2. Inawashiro – 23 lutego 2013 (jazda po muldach) – 2. miejsce
3. Åre – 15 marca 2013 (muldy podwójne) – 3. miejsce
4. Lake Placid – 15 stycznia 2014 (jazda po muldach) – 3. miejsce
5. Saint-Côme – 19 stycznia 2014 (jazda po muldach) – 3. miejsce
6. Voss – 16 marca 2014 (muldy podwójne) – 3. miejsce
7. Lake Placid – 13 stycznia 2017 (jazda po muldach) – 3. miejsce
8. Thaiwoo – 26 lutego 2017 (muldy podwójne) – 3. miejsce
9. Deer Valley – 10 stycznia 2018 (jazda po muldach) – 3. miejsce
10. Megève – 18 marca 2018 (muldy podwójne) – 3. miejsce
11. Tazawako – 23 lutego 2019 (jazda po muldach) – 3. miejsce
12. Krasnojarsk – 7 marca 2020 (muldy podwójne) – 3. miejsce
13. Idre Fjäll – 13 grudnia 2020 (muldy podwójne) – 3. miejsce

- W sumie (3 zwycięstwa, 1 drugie i 12 trzecich miejsc).